# Antony Beevor
Antony Beevor (ur. 14 grudnia 1946) – brytyjski historyk. Studiował na Winchester College i Sandhurst. Uczeń historyka II wojny światowej Johna Keegana. Jest oficerem w stanie spoczynku.

## Twórczość
Beletrystyka:
- Violent Brink (pierwsze wydanie John Murray, Londyn, 1975);
- The Faustian Pact (Jonathan Cape, Londyn, 1983);
- For Reasons of State (Jonathan Cape, Londyn, 1980);
- The enchantment of Christina von Retzen (Weidenfeld and Nicolson, Londyn, 1989).

Dzieła historyczne:
- The Spanish Civil War (pierwsze wydanie Orbis, Londyn, 1982);
- Inside the British Army (Chatto Windus, Londyn, 1990);
- Crete: The Battle and the Resistance (John Murray, Londyn,1991);
- Paris After the Liberation, 1944-1949, współautorstwo z żoną, (Artemis Cooper (1994);
- Stalingrad (Viking, Londyn, 1998), przetłumaczona na 19 innych języków;
- Berlin 1945. Upadek (Magnum, 2005); w USA wydana pod tytułem The Fall of Berlin 1945;
- Olga Czechowa. Czy ulubiona aktorka Hitlera była rosyjskim szpiegiem?, (2005). (Patrz: Olga Czechowa);
- The Battle for Spain: The Spanish Civil War 1936-39, wydanie hiszpańskie 2005, wydanie angielskie 2006;
- D-Day. Bitwa o Normandię (oryg. D-Day: The Battle of Normandy) (2009).
- Druga wojna światowa (oryg. The Second World War) (2013)
- Ardeny 1944. Ostatnia szansa Hitlera (oryg. Ardennes 1944: The Battle of the Bulge)
- Arnhem : Operacja Market Garden (oryg. Arnhem : the battle of the bridges, 1944) (2018)
- Russia: Revolution and Civil War, 1917—1921 (2022)

Redakcja książek:
- Pisarz na wojnie. Wasilij Grossman na szlaku bojowym Armii Czerwonej 1941–1945, Wasilij Grossman.

Miał także udział w powstaniu książek:
- The British Army, Manpower and Society into the Twenty-First Century, red. Hew Strachan
- What Ifs? of American History: Eminent Historians Imagine What Might Have Been, Robert Cowley (redakcja), Antony Beevor i Caleb Carr (2003)